# Georg de Laval
Patrik Georg Fabian de Laval (Stoccolma, 16 aprile 1883 – Stoccolma, 10 marzo 1970) è stato un pentatleta e tiratore a segno svedese.
È il fratello dei pentatleti Patrik de Laval ed Erik de Laval.

## Palmarès
In carriera ha conseguito i seguenti risultati:
- Giochi olimpici:

Stoccolma 1912: bronzo nel pentathlon moderno.
Stoccolma 1912: argento nella pistola libera 50 metri.